# Gazoline (groupe québécois)
Pour les articles homonymes, voir Gazoline.
Gazoline est un groupe de musique rock québécois (Canada) originaire de Saguenay et actif de 2012 à 2023. Sa musique, présentée en français, s'insère dans la vague de renouveau rock alternatif québécois de la décennie 2010.

## Biographie

### Formation et développement
Formé en 2006, le groupe Gazoline s’est d’abord taillé une place sur la scène musicale saguenéenne sous le nom Les Horn Abbots. Après plusieurs concours et spectacles sur la scène locale, le groupe, rebaptisé Gazoline, a sorti en janvier 2012 collabore sur ses premières pièces avec le réalisateur Xavier Caféïne et de l’ingénieur de son Ryan Battistuzzi. La sortie des cinq chansons a mené à une forte couverture médiatique partout au Québec, que ce soit dans Le Journal de Montréal, La Presse, Métro, Bandeapart.fm et MusiquePlus. Le groupe fut qualifié de « raz de marée sur la scène rock québécoise » par le journal Voir quelques semaines après sa sortie. L’arrivée dans l'effervescence de la métropole qu'est Montréal a d’abord été marquée par une prestation au concours reconnu Les Francouvertes 2012, qui les a menés à revendiquer la deuxième place de la longue compétition de plus de 300 groupes, derrière les Sœurs Boulay.

### Premier album
La même année, les ambitieux survivants du Saguenay migrent dans « cette ville » pour s'imprégner de la faune nocturne montréalaise. Ce qui marque une nouvelle identité pour le tout dernier album éponyme de Gazoline, puisque le groupe s'entoure de Xavier Caféïne à la réalisation (l'ange gardien), de Ryan Battistuzzi comme co-réalisateur (Malajube, Les Breastfeeders). Cette première production a lancé Gazoline au devant de la scène rock moderne québécoise, enchaînant tournées canadiennes et apparitions médiatiques depuis 2014.
Gazoline signe ensuite avec L-Abe let artists be pour la sortie de son premier album du nom de Gazoline, le 25 mars 2014, nommé par la suite dans la catégorie « Album rock de l'année » à l'Autre Gala de l'ADISQ.  Le visuel signé Alexander Ortiz (We Are Wolves) et les images de John Londono appuient sans doute l'univers séducteur de Gazoline. L'album est très bien reçu par la critique et connaît une couverture médiatique de haut niveau. Dès la sortie de son premier extrait Ces gens qui dansent, un support marqué des médias et du public au en a fait un des acteurs de la nouvelle vague rock grand-public au Québec en 2014. Il s'ensuit des tournées canadiennes, des utilisations à des grandes émissions comme La Voix et bien plus, qui rendront Gazoline comme un des groupes phares de la nouvelle vague rock « grand public » québécoise, aux côtés de groupes comme Caravane, Mordicus, Lubik, ARIEL et autres.

### Deuxième album: Brûlensemble
La formation devenue quatuor sort un album aux accents new wave nommé Brûlensemble le 16 septembre 2016, s'entourant cette fois de Julien Mineau (Malajube, Fontarabie) et de son collaborateur de longue date Ryan Battistuzzi.
Cette nouvelle sortie marque encore une fois un tournant pour Gazoline au niveau créatif, dévoilant un produit plus sombre et mature, clairement influencé par les années 1980 avec des ajouts significatifs de synthétiseurs et d'électro dans sa musique. Le vidéoclip osé du simple L'amour véritable est aux rebelles, signé Baz, frappe en octobre 2016 et présente Gazoline dans un créneau moins pop qu'auparavant. Cette vidéo se retrouve censurée par YouTube et cause un certain émoi au Québec durant l'hiver 2017.
Brûlensemble est finalement nommé au Gala de l'ADISQ, au GAMIQ et au Prix de la Chanson SOCAN en 2017.
La sortie de Brûlensemble est complémentée en 2017 d'un EP du nom de Yūgen, qui présente cinq pièces au son très synthpop et électro.

### Troisième album: Gazoline III
Gazoline est revenu en 2021 avec la sortie de l'album Gazoline III, réalisé par Gus van Go (Les Trois Accords, Vulgaire Machins, Priestess) et sorti chez Duprince, un retour aux sources plus rock, qui s'et retrouvé nommé pour album rock de l'année au Gala de l'ADISQ 2022.
En octobre 2023, le groupe annonce sa dissolution et la parution d'un dernier album soit Gazoline III Deluxe qui comprendra quatre nouvelles chansons, quatre chansons live, deux démos et quatre remixes supplémentaires. Le groupe présentera un dernier spectacle le 24 novembre 2023 au bar Ritz PDB à Montréal,.

## Membres
- Xavier Dufour-Thériault (voix, piano, synthétiseur, guitare, basse)
- Jean-Cimon Tellier (guitare, synthétiseur, piano)
- Sam Beaulé (basse, synthétiseur, piano)
- Jean-Philippe Godbout (batterie, percussions, synthétiseur)[8]

## Discographie
- 2014 - Gazoline (L-A be let artists be / Ambiances Ambiguës)
- 2015 - Je cherche (Ambiances Ambiguës) (Single)
- 2016 - Brûlensemble (L-A be / Ambiances Ambiguës)
- 2017 - Yūgen (Duprince)
- 2021 - Gazoline III (Duprince)
- 2023 - Gazoline III Deluxe (Duprince)

## Vidéoclips
- 2012 - Comme dans une vue - Marc-André Lavoie
- 2014 - Ces gens qui dansent - John Londono
- 2014 - Du feu - Xavier Thériault
- 2015 - Vexe-moi - Patrice Laliberté
- 2016 - Brûlensemble II - Alexander Ortiz
- 2016 - New York - Alexander Ortiz
- 2016 - Parfaite - Xavier Thériault
- 2016 - L'amour véritable est aux rebelles - Baz
- 2017 - New York - Ariel Poupart[9]
- 2019 - Reasons to Run - Ariel Poupart
- 2021 · 3 minutes 5 secondes - Ariel Poupart
- 2021 · Jessica - Ariel Poupart
- 2022 · Cassée - Ariel Poupart